# Lake Tarawera
Der Lake Tarawera ist der mit 39 km² Fläche größte einer Reihe von Seen um den Vulkan Mount Tarawera in der Bay of Plenty auf der Nordinsel Neuseelands. Berg und Seen liegen in dem in den letzten 300.000 Jahren entstandenen Ōkataina Volcanic Centre. Er liegt etwa 18 km östlich von Rotorua und fünf Kilometer westlich des Berges.
Der See wird vor allem von den Quellen der nahegelegenen Seen Tikitapu/Blue Lake und Lake Rotokākahi / Green Lake gespeist. Der Abfluss des Sees befindet sich am Nordende; der Tarawera River fließt über die Tarawera Falls und mündet in die Bay of Plenty.
Im See leben Aale und Regenbogenforellen. Im Sommer ist der See daher zum Angeln und Wassersport beliebt, ebenso zum Camping, da es mehrere Thermalwasserstrände gibt. 
Der See wurde von einer Eruption des Mount Tarawera am 10. Juni 1886 erheblich in Mitleidenschaft gezogen. Der Ausbruch tötete 150 Menschen und begrub das Māoridorf Te Wairoa an der Südwestküste des Sees, das heute für touristische Zwecke genutzt wird.